# Märkspråk
Märkspråk (engelska: markup language), sidbeskrivningsspråk, är ett format för dokument bestående av särskilda textkoder (så kallade taggar eller element) som inte syns när dokumentet presenteras för användaren i dess slutgiltiga form. Koden i märkspråket ger instruktioner för hur ett datorprogram (exempelvis en webbläsare eller ordbehandlare) ska presentera text, bilder, grafisk formgivning, länkar med mera.

## Beskrivning
Koden i ett märkspråk utgör direktiv – till det datorprogram som presenterar dokumentet – om formatering, hyperlänkar, inbäddade bilder och andra filer, struktur (till exempel i kapitel och paragrafer), semantiska relationer mellan textdelar och hur det ska visas rent grafiskt. I motsatsen till vad fallet i allmänhet är i ordbehandlares dokumentformat är dessa direktiv utskrivna mer eller mindre i klartext (ofta på engelska) och inte som binärkoder. 
Om man öppnar dokumentet med ett textredigeringsprogram kan man se märkspråket och redigera koden. Vissa sådana program underlättar redigering genom att tillhandahålla de vanligaste koderna på menyer och paletter, och genom att visa koderna med färger. Många professionella redaktörer, sättare och webbutvecklare använder textredigeringsprogram, och skriver märkspråkets koder själva för att ha full kontroll över sidans utseende i dess slutgiltiga form. Det finns även speciella redigeringsprogram som döljer koderna för användaren och istället använder WYSIWYG-redigering.

## Några olika märkspråk
Exempel på vanligt förekommande märkspråk:
- TeX (ursprungligen för typsättning av artiklar i matematik, allmänt använt för vetenskapliga artiklar)
- SGML, Standard Generalized Markup Language
  - HTML, HyperText Markup Language (märkspråk för webben)
  - XML, eXtensible Markup Language
    - XHTML, eXtensible HyperText Markup Language
    - SVG, Scalable Vector Graphics (vektorgrafik)
    - Atom
    - RSS, Really Simple Syndication

  - WikiML, WikiMarkupLanguage (ingår i MediaWiki som används på många wikier)
- RTF, Rich Text Format, används i Microsoft Word
- Markdown (avsedd att ge lättläst råtext som kan omvandlas till HTML)

## Kodningsexempel i HTML
Exempel på text kodad med märkspråket HTML (där styrkoderna är inom vinkelparenteser):
<b>Märkspråk</b> (<a href="/wiki/Engelska" title="Engelska">engelska</a>: <i>markup language</i>) är särskild text som finns i ett <a href="/wiki/Dokument" title="Dokument">dokument</a> men inte syns när dokumentet presenteras för användaren i sin slutgiltiga form. Istället utgör språket direktiv till det <a href="/wiki/Datorprogram" title="Datorprogram">datorprogram</a> som presenterar dokumentet, 

Detta visas av en webbläsare enligt följande:
Märkspråk (engelska: markup language) är särskild text som finns i ett dokument men inte syns när dokumentet presenteras för användaren i sin slutgiltiga form. Istället utgör språket direktiv till det datorprogram som presenterar dokumentet.